# 余姚站
余姚站是中国浙江省宁波市余姚市凤山街道一座铁路车站，是萧甬铁路上的一处二等客运站。车站始建于1913年6月，抗日战争时期废弃，重建于1955年:359。1983年7月车站等级由三等站升至二等站。1992年又开始改造工程，重建车站站房，1993年12月竣工。1999年开始，车站货运业务开始由新建成的余姚西站分担，至2001年6月车底停办。2005年车站新建行包房一座:221。
余姚站曾于2009年9月28日起开行动车组列车，为此铁路部门将既有1、2站台改造为高站台；2013年7月1日停止动车组服务。2017年6月起，宁波城铁列车停靠本站。

## 车站结构

### 站房

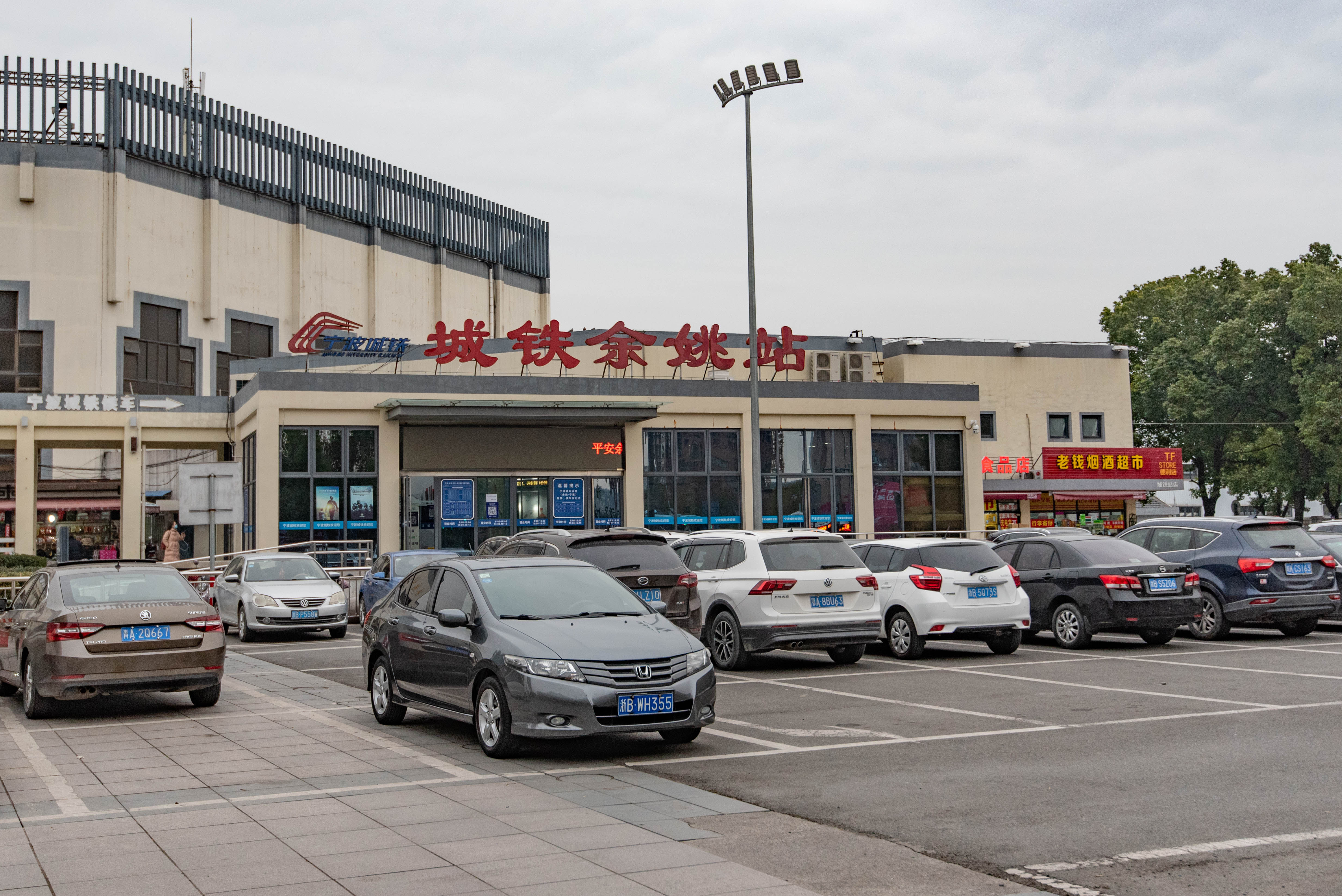
余姚站城际入口

余姚站目前的站房于1993年投入使用，面积2739平方米。其中候车大厅同时可容纳1500名旅客。主站房旁另设售票室、行车室、行包房等:221。
余姚站城际列车入口位于主站房东侧原售票处，用于市郊市域铁路业务。城际站房设有36个候车座椅，以及专门的智能卡刷卡机、自动售票机等设施。

### 站场

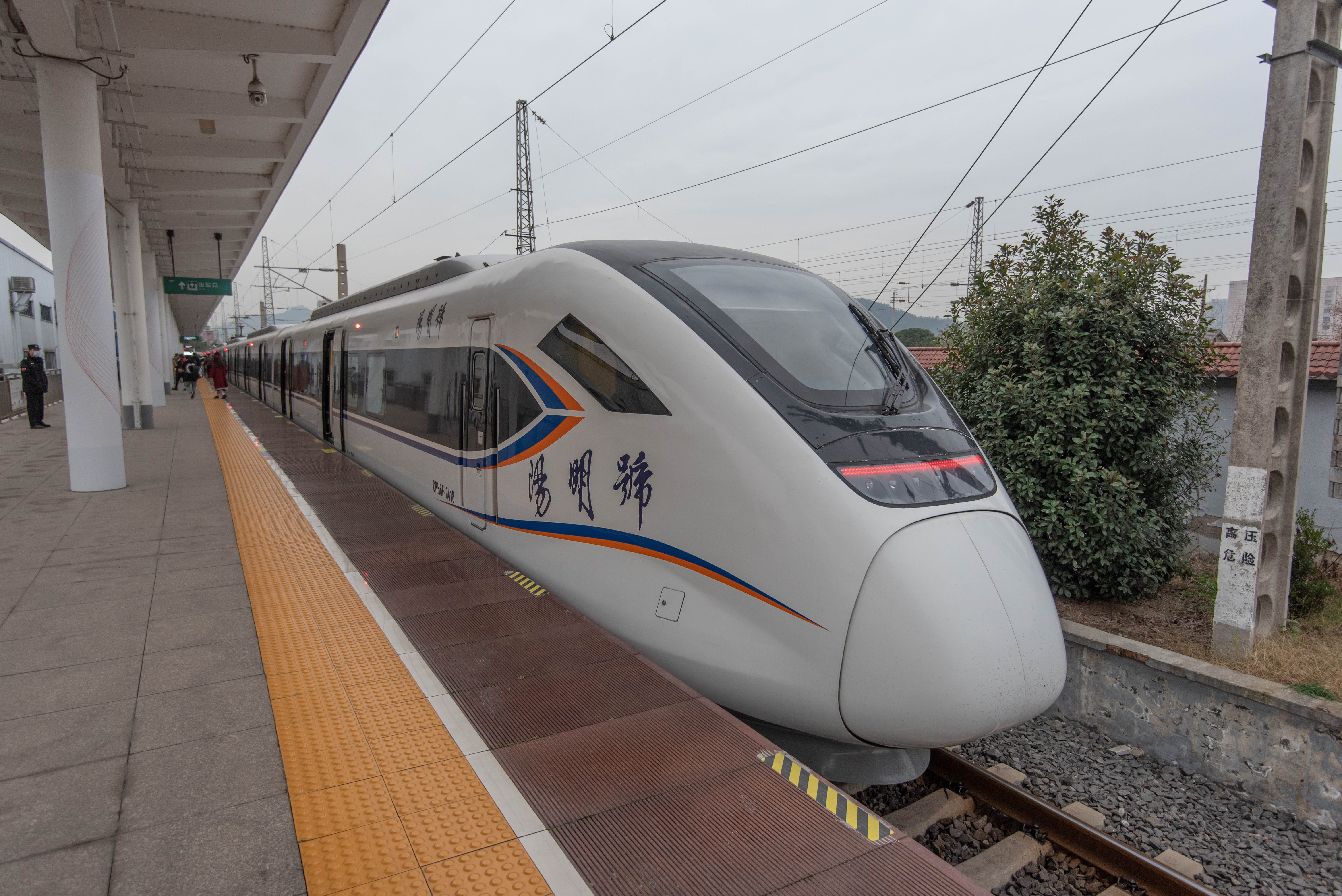
城际列车停靠

余姚站原设有设有2条正线，2条到发线，旅客站台2座:221；宁波城际部分为由原车站货场改造而成，设有1条尽端式到发线和1座站台用于市郊市域铁路业务，站台南侧为余姚城际动车维保基地，内设2条检修线。
| 3站台    | 萧甬铁路 往宁波方向（蜀山站）     | 萧甬铁路 往宁波方向（蜀山站）     |
| 岛式站台 |                                   |                                   |
| 2站台    | 萧甬铁路 下行列车通过线           | 萧甬铁路 下行列车通过线           |
| 正线     | 萧甬铁路 上行列车通过线           | 萧甬铁路 上行列车通过线           |
| 1站台    | 萧甬铁路 往杭州南方向（余姚西站） | 萧甬铁路 往杭州南方向（余姚西站） |
| 侧式站台 |                                   |                                   |
|          | 宁波至余姚城际铁路列车 往宁波方向 |                                   |
| 侧式站台 |                                   |                                   |
| 站房     | 售票处、候车室、出站口            |                                   |

## 列车
至2017年6月，余姚站停靠普速列车16对，均为宁波站始发终到的过路列车。列车运行范围最北端为长春站，最南端为广州站，最西端为昆明站。2025年7月运行图开始，一趟由CR200J1-C担当，由宁波开往杭州的C636次列车停靠本站。
余姚站亦办理杭州－绍兴－宁波城际线列车业务。列车使用车次“S2XXX”，每天开行9对，从宁波至余姚用时35分钟，票价10元，采用公交化售票方式，可使用甬城通、绍兴通等智能卡购票进站乘车，还可享受宁波、绍兴两地的公共交通优惠政策。
| 列车所属路局       | 终点站（宁波站省略）   |
| ------------------ | ---------------------- |
| 中国铁路上海局集团 | 广州、亳州、西安、重庆 |
| 中国铁路南昌局集团 | 南昌                   |
| 中国铁路成都局集团 | 成都、贵阳             |
| 中国铁路武汉局集团 | 武昌                   |
| 中国铁路沈阳局集团 | 长春                   |
| 中国铁路济南局集团 | 济南                   |
| 中国铁路郑州局集团 | 郑州、洛阳             |
| 中国铁路南宁局集团 | 南宁                   |
| 中国铁路昆明局集团 | 昆明                   |
| 中国铁路兰州局集团 | 兰州                   |

## 接驳交通
| 火车站           | 火车站           | 火车站 | 火车站               | 火车站                               |
| 编号             | 路线             | 路线   | 路线                 | 备注                                 |
| ---------------- | ---------------- | ------ | -------------------- | ------------------------------------ |
| 游01余姚         | （宁波）火车站   | ⇆      | （宁波）丹山赤水景区 | 大站快线，节假日开行；经绍兴市上虞区 |
| 游02余姚         | 火车站           | ⇆      | 中村                 | 大站快线，节假日开行                 |
| E01余姚 滨海快线 | 黄家埠公交站     | ⇆      | 火车站               |                                      |
| 102余姚          | 汽车南站         | ⇆      | 高铁余姚北站         | 经市行政服务中心、念慈桥、仙桥       |
| 107余姚          | 兰江             | ⇆      | 火车站               |                                      |
| 109余姚          | 高铁余姚北站     | ⇆      | 火车站               |                                      |
| 201余姚          | 汽车东站         | ⇆      | 汽车西站             |                                      |
| 207余姚          | 汽车东站         | ⇆      | 火车站               |                                      |
| 301东余姚        | 文山（人民医院） | ↻      | 文山（人民医院）     | 经市政府、富巷新村                   |
| 301西余姚        | 文山（人民医院） | ↺      | 文山（人民医院）     | 经富巷新村、市政府                   |
| 402余姚          | 大将桥村         | ⇆      | 火车站               |                                      |
| 518余姚          | 火车站           | ⇆      | 火车山头             |                                      |